# Temperatura wrzenia
Temperatura wrzenia – temperatura, przy której ciśnienie powstającej pary (ciśnienie pary nasyconej) jest równe ciśnieniu otoczenia, skutkiem czego parowanie następuje w całej objętości cieczy (dana substancja wrze).
Temperatura wrzenia danej substancji jest niższa od temperatury punktu krytycznego danej substancji, a wyższa od temperatury punktu potrójnego.
Jeżeli nie podano ciśnienia, przy jakim określono temperaturę wrzenia, to uznaje się, że jest to ciśnienie atmosferyczne, czyli 1 atmosfera fizyczna (atm).

## Zależność od ciśnienia

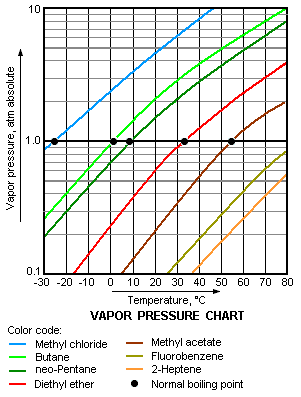
Wykres zmian temperatury wrzenia [°C] w zależności od ciśnienia atm. Od góry: chlorek metylenu, butan, neopentan, eter, octan metylu, fluorobenzen, 2-hepten

Temperatura wrzenia zależy silnie od ciśnienia, rosnąc wraz ze wzrostem ciśnienia. Zależność temperatury wrzenia od ciśnienia opisuje wzór Clausiusa-Clapeyrona, z którego w przybliżeniu stosowanym dla przemiany, w której jeden ze stanów skupienia jest gazem doskonałym, a pomija się objętość drugiego, wynika wzór:
{\displaystyle T_{w}=\left({\frac {1}{T_{0}}}-{\frac {R\ln \left({\frac {P_{w}}{P_{0}}}\right)}{\Delta H_{par}}}\right)^{-1},}
gdzie:
- {\displaystyle T_{w}} – temperatura wrzenia przy ciśnieniu {\displaystyle P_{w}} (w kelwinach),
- {\displaystyle P_{0}} – ciśnienie pary nasyconej w temperaturze odniesienia {\displaystyle T_{0},} zwykle jest to ciśnienie normalne (101,325 kPa),
- {\displaystyle P_{w}} – ciśnienie pary nasyconej w danej temperaturze (tj. ciśnienie, dla którego wyznaczana jest temperatura wrzenia),
- {\displaystyle T_{0}} – znana temperatura wrzenia przy ciśnieniu {\displaystyle P_{0},}
- {\displaystyle R} – stała gazowa (8,314 J·K−1 · mol−1),
- {\displaystyle \Delta H_{par}} – ciepło parowania substancji.

Powyższy wzór jest wzorem przybliżonym i nie może być stosowany dla dużych różnic ciśnień, oraz w pobliżu temperatury punktu krytycznego.

### Szczególne przypadki wrzenia
Przy odpowiedniej czystości substancji ogrzewanej i pod pewnymi warunkami jest możliwe ogrzanie substancji w postaci ciekłej powyżej jej temperatury wrzenia. Ciecz taka nosi nazwę cieczy przegrzanej. Zapoczątkowanie wrzenia powoduje nagłe i intensywne parowanie w całej objętości cieczy.